# باب وستون

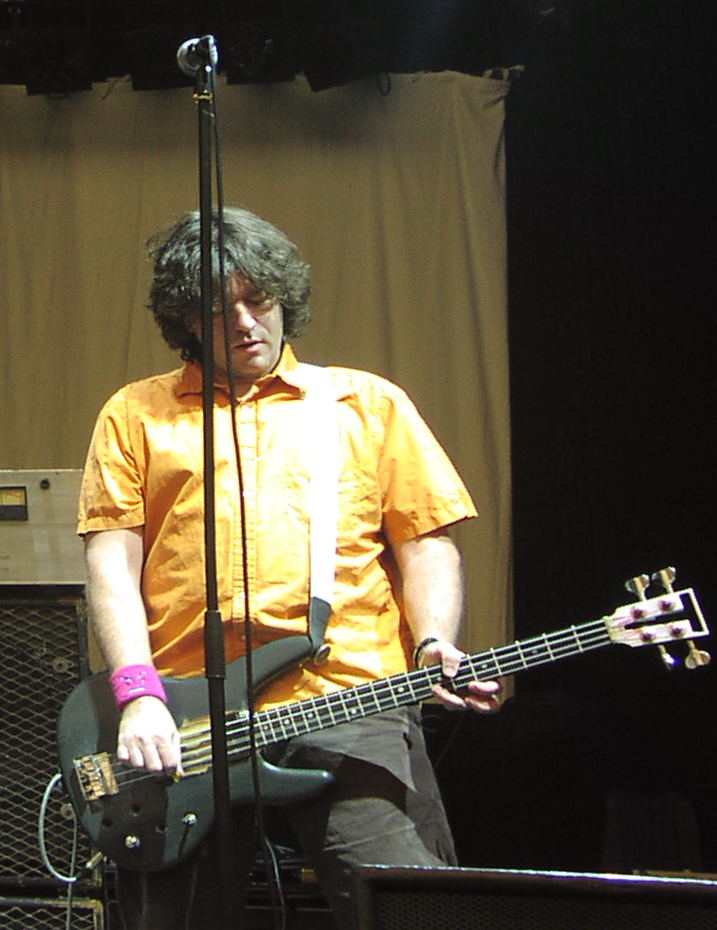
باب وستون در سال ۲۰۰۷

باب وستون (انگلیسی: Bob Weston؛ زادهٔ ) یک مهندس اهل ایالات متحده آمریکا است.